# Vintisme
Le Vintisme désigne le mouvement politique qui domine le Portugal entre août 1820 et avril 1823, caractérisé par le radicalisme des idées libérales et la domination des Cortes constituantes. Il va donner naissance à la Constitution de 1822. 
Ce mouvement débute après le coup d'État militaire du 24 août 1820 qui conduit à la formation de la Junte Provisoire du Gouvernement Suprême du Royaume présidée par António da Silveira Pinto da Fonseca.
Il se termine avec la Vilafrancada, le 27 mai 1823, quand l'infant Michel prend la tête d'un soulèvement militaire à Vila Franca de Xira, conduisant à l'abolition de la Constitution de 1822 et au rétablissement de l'absolutisme.
Les mesures politiques vintistes étaient très avancées pour l'époque et elles vont mobiliser, durant tout le XIXe siècle, la gauche libérale, qui tentera de les restaurer. 
Ce mouvement favorable à une monarchie constitutionnelle va donner naissance au septembrisme, qui lui-même, après 1851, va donner naissance à un vrai parti, le Parti progressiste historique, dans lequel on retrouvera le Parti réformiste. On le retrouve sous le nom de Parti historique, puis Parti progressiste.  
Face à lui, on trouve le Chartisme, favorable lui aussi à une monarchie constitutionnelle, mais plus conservateur.  